# AMDR
AMDR (англ. Air and Missile Defense Radar, радар противовоздушной и противоракетной обороны, общевойсковой индекс — AN/SPY-6) — американская радиолокационная система разведки воздушной и надводной обстановки, предупреждения о ракетном обстреле, наведения собственных зенитных, противокорабельных и противолодочных ракет (по ПЛ в надводном или полупогруженном состоянии), разрабатываемая для размещения на перспективных кораблях ВМС США.
Система должна обеспечивать объединённую противовоздушную и противоракетную оборону, а также некоторые дополнительные функции (например, обнаружение перископов подводных лодок) для крейсеров и эсминцев нового поколения. ВМС США ожидают, что AMDR явится основой масштабируемой архитектуры радаров, способных поражать перспективные цели, отмечала Счётная Палата в отчёте 2011 года. По оценкам Счётной Палаты общая стоимость программы AMDR составит 15,7 млрд долларов – приблизительно текущий бюджет военно-морских сил. При этом затраты на НИОКР по AMDR составят 2,3 млрд долларов и 13,4 млрд долларов на закупки.

## Разработка

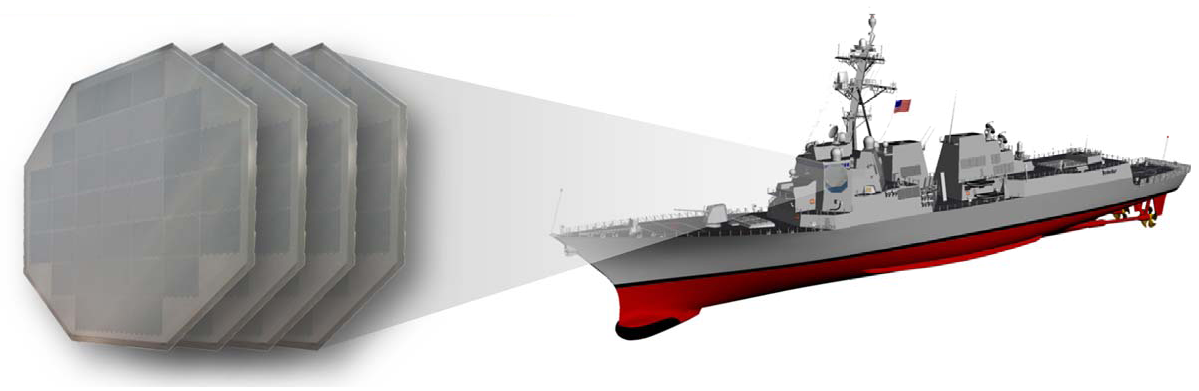
Расположение AMDR на эсминце типа «Арли Бёрк»

### Конкурс
В сентябре 2010 года ВМС США подписали контракт с компаниями Northrop Grumman, Lockheed Martin и Raytheon на разработку технологии радара S-диапазона и контроллера для него (Radar Suite Controller, RSC). Победу в конкурсе в сентябре 2013 года одержала Raytheon с которой 10 октября 2013 года был заключен контракт с оплатой затрат и поощрительным вознаграждением на изготовление и испытания опытного прототипа, субподрядчиком Raytheon по условиям контракта определена корпорация General Dynamics. В конце 2013 года стартовало строительство наземного испытательного комплекса на острове Кауаи, испытательный полигон Кауаи близ посёлка Кекаха. Этап критического анализ проекта был пройден 3 декабря 2014 года для радара и 29 апреля 2015 года для системы в целом. Второй этап испытаний (DT-2) был завершён 9 июня 2015 года. На следующий день, 10 июня, был пройден этап анализа базовой версии программного обеспечения.

## Назначение
Сообщается, что отдельные контракты будут заключены на разработку радара X-диапазона. ВМС США планируют установку AMDR на Эсминец типа «Арли Бёрк» Flight III, вероятно в 2016 году. В настоящее время эти корабли оснащены «БИУС Иджис» фирмы Lockheed Martin. По замыслам командования ВМС США радар AMDR должен представлять собой сверхчувствительный радар большей мощности и с лучшими возможностями по перестройке частоты по сравнению с радарами типа SPY, используемыми в системе «Иджис».
Первоначально радар с антенной размером 6,7 м планировалось установить на крейсерах нового поколения CG(X). После свёртывания программы CG(X) было решено разработать вариант AMDR c антенной размером 4,3 м для эсминцев типа «Арли Бёрк». Чувствительность этого радара меньше, чем у 6-метровой версии для CG(X), однако выше, чем у радара AN/SPY-1D эсминцев типа «Арли Бёрк» серии IIA. Новый радар будет чрезвычайно энергоёмким (потребляемая мощность оценивается в 10 МВт) и потребует переработки генераторной системы и электрической сети корабля, в частности, повышения напряжения бортовой сети с 400 до 4160 В. Это повлечёт за собой проблемы с электробезопасностью и другие трудности инженерного характера.

## Устройство
Система AMDR состоит из двух основных РЛС и контроллера RSC (Radar Suite Controller), предназначенного для координации работы радаров. Радар S-диапазона осуществляет трёхкоординатный обзор, сопровождение целей, распознавание угрозы со стороны баллистических ракет и связь с противоракетами. Радар X-диапазона осуществляет обзор и точное сопровождение низколетящих и надводных целей, управление ракетами, подсветку цели на конечном участке траектории ракеты. В нём реализована технология цифровой антенной решётки с цифровым диаграммообразованием (digital beamforming).
| модульный блок электроники (2)          | антенные решётки (4)                  | антенные решётки (4)      | шкаф автоматики управления антенной решёткой |
| инерциальная навигационная аппаратура   | антенные решётки (4)                  | антенные решётки (4)      | аккумуляторный шкаф                          |
| система охлаждения антенных решёток (2) | блок распределения электроэнергии (4) | распределительная коробка | источник бесперебойного питания              |